# Pinilla de los Barruecos
Pinilla de los Barruecos település Spanyolországban, Burgos tartományban. Pinilla de los Barruecos Cabezón de la Sierra, La Gallega, Espejón, Huerta de Rey, Arauzo de Miel, Mamolar, Carazo, Villanueva de Carazo és Hacinas községekkel határos. Lakosainak száma 98 fő (2024).

## Népesség
A település népessége az utóbbi években az alábbiak szerint változott:
| Lakosok száma | 140  | 133  | 129  | 109  | 129  | 119  | 107  | 95   | 99   | 98   |
|               | 2001 | 2004 | 2006 | 2009 | 2011 | 2014 | 2016 | 2019 | 2021 | 2024 |